# Chapicuy
Chapicuy ist eine Ortschaft in Uruguay.

## Geographie
Sie befindet sich auf dem Gebiet des Departamento Paysandú in dessen Sektor 4 nördlich des Arroyo Carpinchurí, einem rechtsseitigen Nebenfluss des Arroyo Chapicuy Grande. Wenige Kilometer nördlich fließt zudem der Arroyo Chapicuy Chico. In einigen Kilometern Entfernung östlicher Richtung liegt mit Bella Vista die nächste größere Ansiedlung. Weitere Orte in der Umgebung sind Cerro Chato und Gallinal im Südosten sowie Termas del Daymán und Salto im Norden.

## Infrastruktur
Chapicuy liegt an der Straße Ruta 3 und an der Bahnstrecke Chamberlain–Salto.

## Einwohner
Für Chapicuy wurden bei der Volkszählung im Jahr 2004 637 Einwohner registriert.
| Jahr | Einwohner |
| ---- | --------- |
| 1963 | 162       |
| 1975 | 113       |
| 1985 | 196       |
| 1996 | 448       |
| 2004 | 637       |

Quelle: Instituto Nacional de Estadística de Uruguay